# Posture di compenso
Le posture di compenso della deglutizione sono delle posizioni del capo che il paziente deve assumere durante la deglutizione per assicurare un transito orofaringeo sicuro.
Per un determinato tipo di aspirazione non esiste una sola postura di compenso, che va quindi scelta in base al meccanismo che produce l'aspirazione.

## Postura del capo flesso o chin down
Consiste nel deglutire con il capo flesso in avanti ed è indicata per risolvere l'aspirazione pre-deglutitoria che si verifica in seguito alla difficoltà di gestire il bolo nella fase di preparazione orale con caduta posteriore del bolo e successiva aspirazione.
Questa postura restringe l'ingresso delle vie aeree e pone l'epiglottide in una posizione protettiva per le vie aeree per cui risulta utile anche per risolvere l'aspirazione intra-deglutitoria nei casi di ridotta elevazione o chiusura laringea e l'aspirazione post-deglutitoria nei casi di residui post-deglutitori a livello del basi lingua o del faringe.

## Postura del capo ruotato
Consiste nel deglutire con il capo ruotato verso destra o verso sinistra in modo deviare il transito del bolo verso il lato opposto in seguito alla chiusura del seno piriforme omolaterale e risolve l'aspirazione nei casi di paralisi faringea unilaterale. Inoltre tale postura riduce il tono di riposo e prolunga la durata del rilasciamento dello sfintere esofageo superiore (SES) permettendo di risolvere sia l'aspirazione intra-deglutitoria che quella post-deglutitoria conseguente a disfunzioni dello SES quali mancata o
ridotta apertura del SES.

## Postura del capo iperesteso
Consiste nel deglutire con il capo iperesteso all'indietro. Questa postura non consente di risolvere alcun tipo di aspirazione ma è indicata per i pazienti con ridotta o assente peristalsi linguale nei quali non si innesca il riflesso deglutitorio, in quanto sfruttando la forza di gravità facilita il passaggio del bolo dalla bocca al faringe.
La postura del capo iperesteso può favorire l'insorgenza dell'aspirazione, per questa ragione, prima di consigliarla va testata effettuando la sua sicurezza con un esame videofluoroscopico che escluda l'aspirazione.